# Монте, Филипп де
Филипп де Мо́нте (Philippe de Monte, Philippus de Monte, Filippo di Monte, Philippe de Mons) (около 1521, Мехелен — 4.7.1603, Прага) — фламандский композитор, работал преимущественно в Австрии. Представитель франко-фламандской (нидерландской) полифонической школы.

## Биография
В 1541 году де Монте упоминается как «музыкальный наставник» (praeceptor musicae) неаполитанской аристократической семьи Пинелли. В 1550 году — певчий в кафедральном соборе Камбре, в 1555 году — певчий при лондонском дворе Филиппа II Испанского. В Англии познакомился с Уильямом Бёрдом, с которым позднее переписывался. В 1560 вернулся в Неаполь (точная цель переезда в Италию неизвестна). С лета 1568 и до конца жизни работал при дворе Габсбургов, сначала капельмейстером у Максимилиана II в Вене, а после его смерти (в 1576) — капельмейстером Рудольфа II в Праге.

## Творчество
Де Монте работал как в жанрах церковной, так и в жанрах светской музыки. Для его месс (всего около 40) характерно использование техники пародии; среди пародируемых сочинения Жоскена, Вердело, Лассо, Палестрины, де Роре, а также собственные модели. Центральное место в творчестве де Монте занимают мотет (на латинском языке; всего около 300) и мадригал (на итальянском языке). Де Монте, опубликовавший более 1200 мадригалов в 34 «книгах» (главным образом, в типографиях Венеции), считается самым плодовитым мадригалистом во всей истории музыки. Объединял мадригалы в тематические циклы, как, например, «Già havea l’eterna» — цикл из 8 мадригалов по мотивам «Неистового Роланда» Ариосто, 5-мадригальный цикл «La dolce vista». Более всех других мадригалистов использовал стихи из «Канцоньере» Петрарки, писал также на стихи Бембо, Саннадзаро, Гварини, Тассо. Кроме того, де Монте — автор около 40 месс и другой церковной многоголосной музыки, а также около 50 шансон (в том числе на стихи П. де Ронсара). Музыкальный стиль де Монте (особенно в габсбургский период творчества) консервативен. Дерзкие эксперименты в области гармонии и ритма, характерные для французской и (особенно) итальянской музыки 2-й половины XVI в., обошли де Монте стороной. В фактуре преобладает имитационная полифония, реже гомофония (в старинном смысле, то есть гоморитмия), как, например, в 11-й книге пятиголосных мадригалов (опубл. 1586). Выровненность, взвешенность музыкального стиля де Монте делают затруднительным выбор нескольких, наиболее ярких в его наследии, композиций.

## Издания сочинений
- Philippe de Monte. Opera, ed. C. van den Borren and G. van Doorslaer. Brügge, 1927–39
- Philippi de Monte opera, ed. R.B. Lenaerts et al. Leuven: Leuven University Press, 1975– (издание не окончено; последний том вышел в 1988 году; series A - мотеты, series B - мессы, series D - мадригалы)

## Дискография
- Де Монте и Габсбурги = Philippus de Monte and the Habsburgers / Currende Consort — van Nevel / Eufoda 1164. Etcetera. KTC 1380 CD5.
- Мотеты = Laudate Dominum. Motets / Currende Consort — van Nevel / Eufoda 1306.
- Месса "Aspice Domine" / Christ Church Cathedral Choir — Stephen Darlington / Metronome 1037
- Александр Утендаль и Филипп де Монте. Мотеты = Utendal, De Monte. Motets / Capilla Flamenca, Oltremontano, Bart Demuyt / Passacaille 937.
- Месса "Ultimi miei sospiri", магнификат, мотеты = Missa Ultimi miei sospiri / Ensemble Cinquecento / Hyperion CDA67658.
- Месса на "Cara la vita mia", реквием, мотеты = Music in Rudophinian Prague / Symposium musicum — Pavel Kühn / Panton 81 1401-2 231.
- Духовная и светская музыка = Oeuvres Sacrees & Profanes / Hilliard Ensemble, Kees Boeke Consort / EMI Reflexe 63428.
- Мотеты, месса "Si ambulavero" = Renaissance masterpieces, volume V: Vienna / Choir of New College Oxford — Edward Higginbottom / Collins 15272.
- Мотеты, мадригалы, шансон = Motets, Madrigals & Chansons / Orlando Fribourg Ensemble — Laurent Gendre / Claves CD 2712.